# 2004年アテネオリンピックの韓国選手団
2004年アテネオリンピックの韓国選手団（2004ねんアテネオリンピックのかんこくせんしゅだん）は、2004年8月13日から8月29日にかけてギリシャの首都アテネで開催された2004年アテネオリンピックの韓国選手団、およびその競技結果。

## 概要
今大会は金メダル9個、銀メダル12個、銅メダル9個の合計30個のメダルを獲得した。

## メダル
| メダル | 選手名 | 競技       | 種目                     |
| ------ | ------ | ---------- | ------------------------ |
| 金     | 李元熹 | 柔道       | 男子73kg以下級           |
| 金     | 鄭智鉉 | レスリング | 男子グレコローマン60kg級 |
| 銀     | 蔣盛晧 | 柔道       | 男子100kg以下級          |
| 銀     | 金大恩 | 体操       | 男子個人総合             |
| 銀     | 文義済 | レスリング | 男子フリースタイル84kg級 |
| 銅     | 崔敏浩 | 柔道       | 男子60kg以下級           |
| 銅     | 梁泰栄 | 体操       | 男子個人総合             |
| 銅     | 趙石煥 | ボクシング | 男子フェザー級           |
| 銅     | 金貞柱 | ボクシング | 男子ウェルター級         |